# Bernhard Graubart
Bernhard Graubart (Bolechów, 22 dicembre 1888 – ...) è stato un calciatore austriaco, di ruolo difensore.

## Carriera

### Nazionale
Ha collezionato 5 presenze con la propria Nazionale.